# George Green
George Green, angleški matematik in fizik, * 14. julij 1793,
Sneinton, grofija Nottinghamshire, Anglija, † 31. maj 1841, Sneinton.

## Življenje in delo
Green je bil samouk. V šolo je hodil le eno leto med letoma 1801 in 1802. Po poklicu je bil mlinar. Po smrti njegovega očeta, tudi Georgea, je leta 1829 podedoval njegov mlin in ga upravljal vse do smrti.
Njegova dognanja o uporabni matematiki, predvsem o elektriki in magnetizmu, so krožila v zasebno izdanih razpravah in so bila do
njegove smrti neopažena. Leta 1828 je napisal Razpravo o uporabi matematične analize pri teorijah o elektriki in magnetizmu (An Essay on the Application of Mathematical Analysis to the Theories of Electricity and Magnetism), v kateri je uvedel več pomembnih konceptov, med njimi izrek, podoben sodobnemu Greenovemu izreku, zamisel o potencialnih funkcijah, ki se danes uporablja v fiziki, in zamisel Greenovih funkcij. Njegova razprava velja za eno od najpomembnejših matematičnih del vseh časov.  Med prvimi je poskušal pojasniti matematično teorijo elektrike in magnetizma, kar je tvorilo osnovo za raziskovanja drugih znanstvenikov, kot sta Maxwell, lord Kelvin in drugi. Green je znan zaradi izsledkov v teoriji potenciala in teoriji valovanja. Teorijo potenciala je razvijal sočasno z Gaussom. Gauss je objavil delo Allgemeine Lehrätze s tega področja med letoma 1839 in 1840, Greenova razprava pa je ostala praktično neznana.
Green je na pobudo sira Bromheada leta 1837 diplomiral na Univerzi v Cambridgeu. Istega leta se je tripoda tu udeležil tudi Sylvester, ki pa ni diplomiral.
Greenova funkcija izraža splošni potencial s ploskovnim integralom in se uporablja na različnih področjih naravoslovnih ved, npr. v mehaniki, trdnosti, termodinamiki, kvantni fiziki, teoriji grafov ipd. Znane so njegove Greenove funkcije {\displaystyle G(x,y;\xi \eta )} pri reševanju robnih problemov pri enačbah eliptičnega tipa. Znani so njegovi integralski izreki s katerimi povežemo vrednosti integrala potenciala po sklenjeni krivulji z integralom njegovih parcialnih odvodov po notranjosti področja, ki ga določa krivulja:
1. {\displaystyle \int \!\!\int _{\Sigma }(U_{1}\Delta U_{2}+\operatorname {grad} \ U_{1}\operatorname {grad} \ U_{2})dV=\oint _{\partial \Sigma }U_{1}U_{2}dS\!\,,}
2. {\displaystyle \int _{\Sigma }(U_{1}\operatorname {grad} \ U_{2}-U_{2}\operatorname {grad} \ U_{1})dS=\int _{V}(U_{1}\Delta U_{2}-U_{2}\Delta U_{1})dV\!\,,}
{\displaystyle U_{1}} in {\displaystyle U_{2}} sta skalarni polji, {\displaystyle \Sigma } ploskev, ki omejuje prostornino {\displaystyle V},
3. {\displaystyle \int _{\Sigma }\operatorname {grad} \ UdS=\int _{V}\Delta UdV\!\,,}
če je {\displaystyle U_{1}=1}.
Po diplomi je postal član Kolidža Caius. V tem času je napisal članke iz optike, akustike in hidrodinamike. Čeprav njegova kasnejša dela niso imela tako velikega vpliva kot njegova Razprava, vsebujejo več močnih rezultatov. Greenovo delo o gibanju valov v kanalu je napovedalo aproksimacijo WKB, najbolj znani kvaziklasični približek v kvantni mehaniki. Njegovo raziskovanje valovanja svetlobe in lastnosti etra pa je pripeljalo do pojma Cauchy-Greenovega tenzorja v teoriji plastičnosti. Leta 1839 so ga izbrali za polnopravnega člana kolidža. V letu 1840 je zbolel in se vrnil v Nottingham, kjer je naslednje leto umrl.
Greenovo veliko delo v matematiki je po njegovi smrti odkril lord Kelvin, ki je med letoma 1850 in 1854 ponovno objavil njegova dela.